# Bolbocerosoma ritcheri
Bolbocerosoma ritcheri es una especie de coleóptero de la familia Geotrupidae.

## Distribución geográfica
Habita en México y en los Estados Unidos.